# Des Peres
Des Peres és una població dels Estats Units a l'estat de Missouri. Segons el cens del 2000 tenia 8.592 habitants.

## Demografia
Segons el cens del 2000, Des Peres tenia 8.592 habitants, 3.004 habitatges, i 2.532 famílies. La densitat de població era de 754 habitants per km².
Dels 3.004 habitatges en un 39,2% hi vivien nens de menys de 18 anys, en un 76,2% hi vivien parelles casades, en un 6,1% dones solteres, i en un 15,7% no eren unitats familiars. En el 13,5% dels habitatges hi vivien persones soles el 7,3% de les quals corresponia a persones de 65 anys o més que vivien soles. El nombre mitjà de persones vivint en cada habitatge era de 2,83 i el nombre mitjà de persones que vivien en cada família era de 3,12.
Per edats la població es repartia de la següent manera: un 27,7% tenia menys de 18 anys, un 5,3% entre 18 i 24, un 21,5% entre 25 i 44, un 30,1% de 45 a 60 i un 15,4% 65 anys o més.
L'edat mediana era de 42 anys. Per cada 100 dones de 18 o més anys hi havia 91,6 homes.
La renda mediana per habitatge era de 96.433 $ i la renda mediana per família de 106.195 $. Els homes tenien una renda mediana de 79.465 $ mentre que les dones 40.563 $. La renda per capita de la població era de 40.916 $. Entorn del 0,8% de les famílies i l'1,5% de la població estaven per davall del llindar de pobresa.

## Poblacions més properes
El següent diagrama mostra les poblacions més properes.